# Andrew Triggs Hodge
Andrew Triggs Hodge (Aylesbury, 3 de marzo de 1979) es un deportista británico que compitió en remo.
Participó en cuatro Juegos Olímpicos de Verano, entre los años 2004 y 2016, obteniendo en total tres medallas, oro en Pekín 2008 (cuatro sin timonel), oro en Londres 2012 (cuatro sin timonel) y oro en Río de Janeiro 2016 (ocho con timonel).
Ganó ocho medallas en el Campeonato Mundial de Remo entre los años 2003 y 2014, y dos medallas en el Campeonato Europeo de Remo, en los años 2014 y 2016.

## Palmarés internacional
| Juegos Olímpicos   | Juegos Olímpicos          | Juegos Olímpicos  | Juegos Olímpicos   |
| Año                | Lugar                     | Medalla           | Prueba             |
| ------------------ | ------------------------- | ----------------- | ------------------ |
| 2008               | Pekín (China)             | Medalla de oro    | Cuatro sin timonel |
| 2012               | Londres (Reino Unido)     | Medalla de oro    | Cuatro sin timonel |
| 2016               | Río de Janeiro (Brasil)   | Medalla de oro    | Ocho con timonel   |
| Campeonato Mundial |                           |                   |                    |
| Año                | Lugar                     | Medalla           | Prueba             |
| 2003               | Milán (Italia)            | Medalla de bronce | Ocho con timonel   |
| 2005               | Kaizu (Japón)             | Medalla de oro    | Cuatro sin timonel |
| 2006               | Eton (Reino Unido)        | Medalla de oro    | Cuatro sin timonel |
| 2009               | Poznań (Polonia)          | Medalla de plata  | Dos sin timonel    |
| 2010               | Cambridge (Nueva Zelanda) | Medalla de plata  | Dos sin timonel    |
| 2011               | Bled (Eslovenia)          | Medalla de plata  | Dos sin timonel    |
| 2013               | Chungju (Corea del Sur)   | Medalla de oro    | Ocho con timonel   |
| 2014               | Ámsterdam (Países Bajos)  | Medalla de oro    | Cuatro sin timonel |
| Campeonato Europeo |                           |                   |                    |
| Año                | Lugar                     | Medalla           | Prueba             |
| 2014               | Belgrado (Serbia)         | Medalla de oro    | Cuatro sin timonel |
| 2016               | Brandeburgo (Alemania)    | Medalla de bronce | Ocho con timonel   |